# Bel Ami (1955)
Bel Ami ist eine französisch-österreichische Literaturverfilmung von Louis Daquin aus dem Jahr 1955. Ein Alternativtitel des Films lautete Bel Ami, der Frauenheld von Paris, eine Alternativschreibung Bel-Ami. Es entstand eine österreichische und eine französische Version.

## Handlung
Paris, um 1880: Der charmante Georges Duroy kehrt von den Truppen in Afrika zurück nach Paris. Er ist beinahe mittellos, verdient gerade so viel, um zu überleben, wohnt mit der leichten Dame Rachel zusammen und hat den eisernen Willen, gesellschaftlich aufzusteigen. Bei einem Ausflug im Park trifft er auf seinen ehemaligen Regimentskameraden Forestier, der inzwischen als Leiter des politischen Teils der Vie Française arbeitet, die von Bankier Walter herausgegeben wird. Beide treffen im Park auf die reiche Clothilde de Marelle, die Forestier bestätigt, zum morgigen Abendessen erscheinen zu wollen, wo sie auch Duroy zu sehen hoffe. Forestier fühlt sich nun genötigt, Duroy einzuladen.
In der Abendgesellschaft unterhält Duroy glänzend mit seinen Erlebnissen aus der Regimentszeit. Die Frauen liegen ihm zu Füßen, darunter neben Clothilde auch die Ehefrau des Verlegers Walter und seine Tochter Suzanne. Verleger Walter wiederum will Duroys Erlebnisse in einer Artikelserie veröffentlichen. Die Artikel soll Duroy schreiben; der vergnügt sich aber lieber mit Rachel und lässt sich am Ende die Artikel von der schreib- und wortgewandten Madeleine, der Gattin von Forestier, diktieren. Da sich Duroy in den Artikeln auf die Seite der Marokkaner stellt, werden die marokkanischen Anleihen von den Lesern gekauft und steigen im Wert. Als Walter Verluste befürchten muss, setzt er Duroys Artikel ab, stellt ihn jedoch als Schreiber kleiner Alltagsmeldungen bei der Zeitung an.
Duroy wird der Liebhaber von Clothilde de Marelle. Über sie versucht er, weiter an gesellschaftlicher Macht zu gewinnen, doch fühlt die sich bald ausgenutzt. Als beide in die Folies Bergère gehen und Duroy dort von Rachel bemerkt wird, ignoriert er sie. Rachel macht öffentlich, dass beide noch letzte Woche zusammen waren, als Duroy sich schon längst von Clothilde aushalten ließ, und die fährt entsetzt ab. Unterdessen gelingt es der Zeitung, die Regierung zu Fall zu bringen und ihren Favoriten Laroche-Mathieu als Außenminister einsetzen zu lassen. Eine Besetzung Marokkos scheint nun die logische Folge zu sein.
Duroy hält sich nun an Madeleine Forestier, die er umgarnt. Als Forestier überraschend verstirbt, heiratet Duroy Madeleine 1887 und steigt zum politischen Redakteur der Vie Française auf. Er beginnt gleichzeitig, Walters Frau den Hof zu machen und auch mit ihrer Tochter Suzanne, die ihn liebt, zu flirten. Duroy gerät in eine politische Intrige. Walter und Laroche-Mathieu weisen ihn an, in Artikeln über Marokko anklingen zu lassen, dass Frankreich das Land nicht besetzen wird. Der Wert der marokkanischen Anleihen sinkt und erst von Mme. Walter erfährt Duroy, dass alles nur ein Trick war – Walter hat die Anleihen billig aufgekauft, Marokko soll besetzt werden.
Zu Hause erwischt Duroy Madeleine und Laroche-Mathieu in flagranti und setzt sofort eine Scheidung durch. Walter versucht er mit seinem Wissen um des Außenministers private und politische Affären zu erpressen. Er will die politische Leitung der Vie Française, einen Abgeordnetenposten sowie Anteile am in Marokko zu erwartenden Gewinn. Walter lehnt nach einigen Tagen ab und lässt lieber Laroche-Mathieu absetzen.
Längst hat Duroy in Suzanne eine lohnendere Partie entdeckt und lässt schon bald Mme. Walter fallen, die sich als seine Geliebte glaubt. Nur Clothilde, die zurückgekommen ist, erkennt, welches Spiel er treibt, und rächt sich stellvertretend für alle anderen betrogenen Frauen, indem sie ihn ohrfeigt. Als Duroy von Walter entlassen wird und auch sein Wissen um Laroche-Mathieus Machenschaften wegen dessen Absetzung als Minister nicht mehr zur Erpressung reicht, entführt er kurzerhand die ihn verehrende Suzanne. Er zwingt Walter, einer Heirat zuzustimmen, der sich nur Walters Frau energisch widersetzt. Das Paar wird getraut. Unter dem Publikum vor der Kirche befindet sich auch Rachel, die erkennt, dass der gerissene Duroy einmal sogar Minister werden könnte.

## Produktion
Bel Ami ist eine französisch-österreichische Verfilmung des Romans Bel-Ami von Guy de Maupassant, der zuvor bereits 1939 von Willi Forst verfilmt worden war. In der französischen Version spielte Jean Danet die Rolle des Georges Duroy.
Bel Ami wurde in den Rosenhügel-Filmstudios gedreht und am 9. April 1955 in Wien uraufgeführt. In Deutschland lief er erstmals am 8. Februar 1957 (Kino der DDR) bzw. 23. August 1957 (Kino der BRD) in den Kinos an. Zum Zeitpunkt seiner Uraufführung erhielt der Film eine FSK-18-Einstufung. Inzwischen ist er als FSK 6 freigegeben.
Die französische Version bietet in den Hauptrollen Anne Vernon (als Clothilde), Renée Faure (als Madeleine) und Jean Danet (als Georges).
Die Musik wurde von Mitgliedern der Wiener Symphonikern eingespielt. 

## Kritik
Der film-dienst bezeichnete Bel Ami 1957 als „fast völlig mißglückte[n] Film“:

„Das Drehbuch zerfällt in kaum verbundene Episoden, die Regie, obschon ein Franzose dafür gewonnen wurde, bringt keinerlei Pariser Atmosphäre zuwege, die aufgegossene Musik bleibt ebenfalls ausdruckslos. Zähflüssig zieht sich die balladeske Geschichte dahin und reiht Geschmacklosigkeiten und papierene Phrasen aneinander, um schließlich gänzlich zu zerfließen. Johannes Heesters in der Titelrolle ist das Fadeste an Bel Ami, das sich denken läßt, und die übrigen Darsteller stehen ihm nicht nach.“

Das vom film-dienst 1990 herausgegebene Lexikon des Internationalen Films schrieb, dass Bel Ami als „betont gesellschaftskritische… österreichische… Version der literarischen Vorlage vielleicht näher [kommt], … aber bei weitem nicht Charme und Flair des Forst-Films von 1939 [erreicht]“.
Ähnliches schrieb Cinema: „Das Remake des 1939er-Originals von Willi Forst hält sich enger an die literarische Vorlage von Guy de Maupassant. Das macht die Satire kritischer, aber nicht unbedingt originell.“